# Ar bokołuski
Ar bokołuski (Artedius lateralis) – gatunek ryby z rodziny głowaczowatych (Cottidae).

## Występowanie
Północny Pacyfik od Wysp Komandorskich przez Kamczatkę, Morze Beringa, Aleuty, Alaskę, zachodnie wybrzeża Ameryki Północnej po San Quintin w Kalifornii Dolnej w Meksyku.
Zazwyczaj żyje w strefie pływów na głębokości do 13 m. Może wychodzić na przybrzeżne kamienie i wodorosty, oddycha wtedy powietrzem atmosferycznym.

## Cechy morfologiczne
Osiąga 14 cm długości. W płetwie grzbietowej 7–10 twardych i 15–17 miękkich promieni, w płetwie odbytowej 12–14 promieni. Płetwa ogonowa zaokrąglona. W płetwach piersiowych 14 promieni, 8 dolnych promieni pogrubione i silne, płetwy brzuszne małe z 1 twardym i 3 miękkimi promieniami.

## Rozród
W okolicach Seattle w USA ryba trze się od VI do VII. Ikra jest składana między kamieniami.